# Transformată Laplace
În ramura matematicii numită analiză funcțională, transformata Laplace, {\displaystyle \scriptstyle {\mathcal {L}}\left\{f(t)\right\}}, este un operator liniar asupra unei funcții f(t), numită funcție original, de argument real t (t ≥ 0). Acest operator transformă originalul într-o altă funcție F(s) de argument complex s, numită funcție imagine. Această transformare este bijectivă în majoritatea cazurilor practice; perechile corespunzătoare de f(t) și F(s) sunt grupate în tabele de transformate Laplace. Transformata Laplace are o proprietate foarte utilă, și anume cea că multe relații și operații ce se efectuează în mod curent asupra originalului f(t) corespund unor relații și operații mai simplu de efectuat asupra imaginii F(s).
Transformata Laplace are multe aplicații importante în matematică, fizică, optică, inginerie electrică, automatică, prelucrarea semnalelor și teoria probabilităților. În matematică, este folosită la rezolvarea ecuațiilor diferențiale și integrale. În fizică, este folosită la analiza sistemelor liniare invariante în timp cum ar fi circuite electrice, oscilatori armonici, dispozitive optice și sisteme mecanice. În aceste analize, transformata Laplace este adesea interpretată ca o transformare din domeniul timp, în care intrările și ieșirile sunt funcții de timp, în domeniul frecvență, unde aceleași intrări și ieșiri sunt funcții de frecvența unghiulară complexă, sau radiani pe unitatea de timp. Dată fiind o descriere matematică sau funcțională simplă a unei intrări sau a unei ieșiri a unui sistem, transformata Laplace oferă o descriere funcțională alternativă care adesea simplifică procesul analizei comportamentului acelui sistem, sau pe cel de sintetizare a unui sistem pe baza unui set de specificații.
Transformata Laplace este numită astfel în onoarea matematicianului și astronomului Pierre-Simon Laplace, care a utilizat această transformare în lucrarea sa despre teoria probabilităților.

## Definiție formală
Transformata Laplace a unei funcții f(t), definită pentru toate numerele reale t ≥ 0, este o funcție F(s), definită prin expresia:
{\displaystyle F(s)={\mathcal {L}}\left\{f(t)\right\}=\int _{0^{-}}^{\infty }e^{-st}f(t)\,dt.}
Limita inferioară 0− este o notație prescurtată care înseamnă
{\displaystyle \lim _{\varepsilon \to 0+}\int _{-\varepsilon ;}^{\infty }}
Parametrul s este în general complex:
{\displaystyle s=\sigma +i\omega \,}
Această transformare integrală are un număr de proprietăți care o fac utilă în analiza liniară a sistemelor dinamice. Cel mai semnificativ avantaj este acela că derivarea și integrarea devin, respectiv, înmulțire cu s și împărțire la s (similar cu modul în care logaritmii transformă o operare de înmulțire a numerelor în adunare a logaritmilor lor). Aceasta transformă ecuațiile integrale și diferențiale în ecuații polinomiale, care sunt mult mai ușor de rezolvat. Odată rezolvate ecuațiile, se folosește transformata Laplace inversă pentru a aduce rezultatele înapoi în domeniul timp.

### Transformata Laplace bilaterală
Când se spune transformată Laplace, se înțelege implicit transformata Laplace unilaterală. Transformata Laplace poate fi definită și ca transformata Laplace bilaterală prin extinderea limitelor de integrare de-a lungul întregii axe reale. Dacă se face aceasta, atunci transformata Laplace unilaterală devine doar un caz particular al transformatei bilaterale unde definiția funcției este înlocuită de funcție înmulțită cu treapta unitate Heaviside.
Transformata Laplace bilaterală este definită astfel:
{\displaystyle F(s)={\mathcal {L}}\left\{f(t)\right\}=\int _{-\infty }^{+\infty }e^{-st}f(t)\,dt.}

### Transformata Laplace inversă
Transformata Laplace inversă este dată de următoarea integrală complexă, cunoscută sub mai multe nume (integrala Bromwich, integrala Fourier-Mellin sau formula inversă a lui Mellin):
{\displaystyle f(t)={\mathcal {L}}^{-1}\{F(s)\}={\frac {1}{2\pi i}}\int _{\gamma -i\cdot \infty }^{\gamma +i\cdot \infty }e^{st}F(s)\,ds,}
unde γ este un număr real astfel încât conturul căii de integrare este din regiunea de convergență a lui F(s) care necesită γ > Re(sp) pentru orice punct singular sp al lui F(s) și i2 = −1. Dacă toate singularitățile se află în semiplanul stâng, adică Re(sp) < 0 oricare ar fi sp, atunci γ poate fi pus 0 și formula integrală inversă de mai sus devine identică cu formula de la transformata Fourier inversă.

## Regiunea de convergență
Dacă ƒ este o funcție local integrabilă, atunci transformata Laplace F(s) a lui ƒ converge dacă limita
{\displaystyle \lim _{R\to \infty }\int _{0}^{R}f(t)e^{-ts}\,dt}
există. Transformarea Laplace converge absolut dacă integrala
{\displaystyle \int _{0}^{\infty }|f(t)e^{-ts}|\,dt}
există (ca integrală Lebesgue). Transformata Laplace este înțeleasă de regulă în primul sens, cel al convergenței simple.
Mulțimea valorilor pentru care F(s) este absolut convergentă este fie de forma
Re{s} > a fie de forma Re{s} ≥ a, unde a este o constantă reală extinsă, −∞ ≤ a ≤ ∞. Constanta a este cunoscută ca abscisa de absolut convergență, și depinde de creșterea lui ƒ(t). Analog, transformata bilaterală converge absolut pe o fâșie de forma a < Re{s} < b, incluzând posibil și liniile Re{s} = a sau Re{s} = b. Submulțimea valorilor lui s pentru care transformata Laplace este absolut convergentă se numește regiune de absolut convergență sau domeniu de absolut convergență. În cazul bilateral, el se numește uneori fâșia de absolut convergență. Transformata Laplace este analitică în regiunea de absolut convergență.
Similar, mulțimea valorilor pentru care F(s) converge se numește regiune de convergență. Dacă transformata Laplace este convergentă la s = s0, atunci ea este convergentă pentru orice s cu Re{s} > Re{s0}. Deci, regiunea de convergență este un semiplan de forma Re{s} > a, incluzând, eventual, unele puncte de pe linia Re{s} = a. În regiunea de convergență Re{s} > Re{s0}, transformata Laplace a lui ƒ se poate exprima prin integrare prin părți, integrala fiind
{\displaystyle F(s)=(s-s_{0})\int _{0}^{\infty }e^{-(s-s_{0})t}\beta (t)\,dt,\quad \beta (u)=\int _{0}^{u}e^{-s_{0}t}f(t)\,dt.}
Adică, în regiunea de convergență F(s) poate fi exprimată efectiv ca transformata Laplace absolut convergentă a altei funcții. În particular, ea este analitică.
Există mai multe teoreme, de forma teoremelor Paley-Wiener, legate de relația dintre proprietățile lui ƒ și proprietățile transformatei Laplace în regiunea de convergență.

## Proprietăți și teoreme
Date fiind funcțiile f(t) și g(t), și transformatele lor Laplace F(s) respectiv G(s):
{\displaystyle f(t)={\mathcal {L}}^{-1}\{F(s)\}}
{\displaystyle g(t)={\mathcal {L}}^{-1}\{G(s)\}}
următorul tabel constituie proprietățile transformatei Laplace unilaterale:
|                              | Domeniul timp                                           | Domeniul frecvență                                                   | Observații |
| ---------------------------- | ------------------------------------------------------- | -------------------------------------------------------------------- | --- |
| Liniaritatea                 | {\displaystyle af(t)+bg(t)\ }                           | {\displaystyle aF(s)+bG(s)\ }                                        | Se demonstrează folosind proprietățile de bază ale integralei.                                                                   |
| Derivarea transformatei      | {\displaystyle tf(t)\ }                                 | {\displaystyle -F'(s)\ }                                             | |
| Derivarea transformatei      | {\displaystyle t^{n}f(t)\ }                             | {\displaystyle (-1)^{n}F^{(n)}(s)\ }                                 | mai general |
| Derivarea originalului       | {\displaystyle f'(t)\ }                                 | {\displaystyle sF(s)-f(0^{-})\ }                                     | |
| Derivata a doua              | {\displaystyle f''(t)\ }                                | {\displaystyle s^{2}F(s)-sf(0^{-})-f'(0^{-})\ }                      | Se aplică proprietatea de derivare lui {\displaystyle f'(t)}.                                                                    |
| Derivatele de ordin superior | {\displaystyle f^{(n)}(t)\ }                            | {\displaystyle s^{n}F(s)-s^{n-1}f(0^{-})-\cdots -f^{(n-1)}(0^{-})\ } | Prin inducție. |
| Integrarea frecvenței        | {\displaystyle {\frac {f(t)}{t}}\ }                     | {\displaystyle \int _{s}^{\infty }F(\sigma )\,d\sigma \ }            | |
| Integrarea                   | {\displaystyle \int _{0}^{t}f(\tau )\,d\tau =u(t)*f(t)} | {\displaystyle {1 \over s}F(s)}                                      | {\displaystyle u(t)} este funcția treaptă Heaviside.                                                                             |
| Scalarea                     | {\displaystyle f(at)\ }                                 | {\displaystyle {1 \over \|a\|}F\left({s \over a}\right)}             | |
| Deplasarea transformatei     | {\displaystyle e^{at}f(t)\ }                            | {\displaystyle F(s-a)\ }                                             | |
| Deplasarea originalului      | {\displaystyle f(t-a)u(t-a)\ }                          | {\displaystyle e^{-as}F(s)\ }                                        | {\displaystyle u(t)} este funcția treaptă Heaviside                                                                              |
| Convoluția                   | {\displaystyle (f*g)(t)\ }                              | {\displaystyle F(s)\cdot G(s)\ }                                     | |
| Funcțiile periodice          | {\displaystyle f(t)\ }                                  | {\displaystyle {1 \over 1-e^{-Ts}}\int _{0}^{T}e^{-st}f(t)\,dt}      | {\displaystyle f(t)} este o funcție periodică de perioadă {\displaystyle T} astfel încât {\displaystyle f(t)=f(t+T),\;\forall t} |

- Teorema valorii inițiale:

{\displaystyle f(0^{+})=\lim _{s\to \infty }{sF(s)}}
- Teorema valorii finale:

{\displaystyle f(\infty )=\lim _{s\to 0}{sF(s)}}, cu toți polii în semiplanul din stânga.
Teorema valorii finale este utilă deoarece dă comportamentul pe termen lung fără necesitatea de a calcula descompuneri în fracții parțiale sau a efectua alte calcule algebrice complicate. Dacă polii unei funcții sunt în semiplanul drept (de ex. {\displaystyle e^{t}} sau {\displaystyle \sin(t)}) comportamentul formulei este nedefinit.